# Tito Angelini

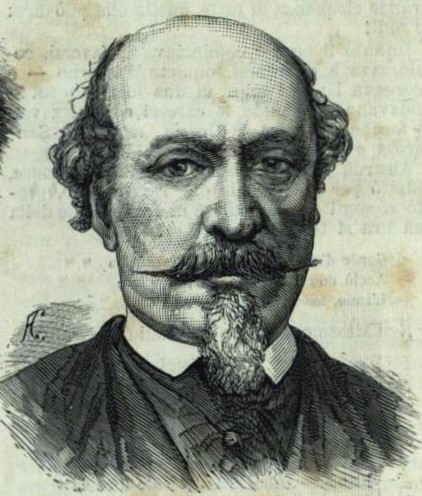
Tito Angelini

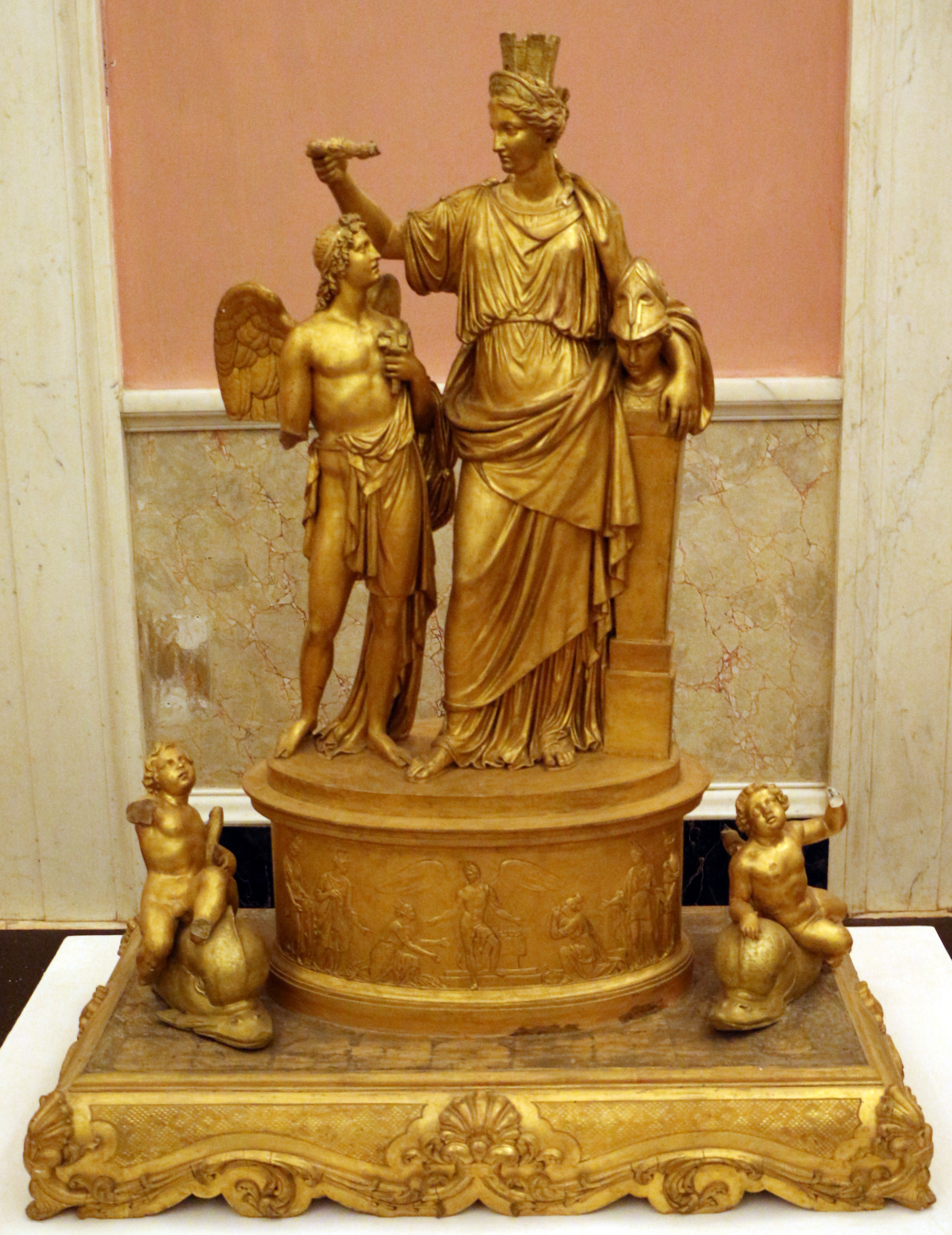
Tito Angelini, Partenope come personificazione del regno delle due Sicilie, incorona il genio delle arti (1840, gesso dorato).

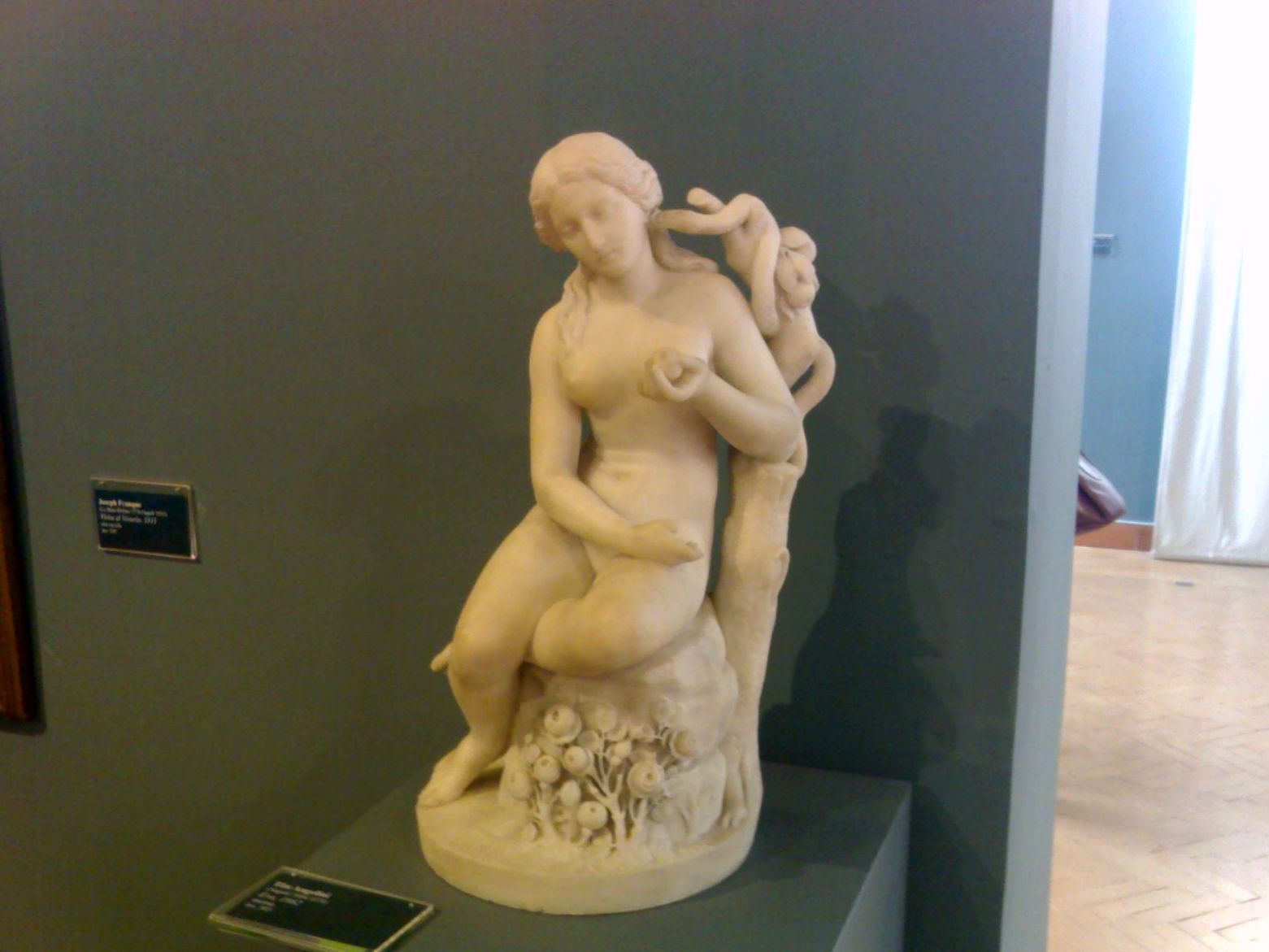
Eva (1862, scultura in marmo) - Galleria dell'Accademia di Napoli

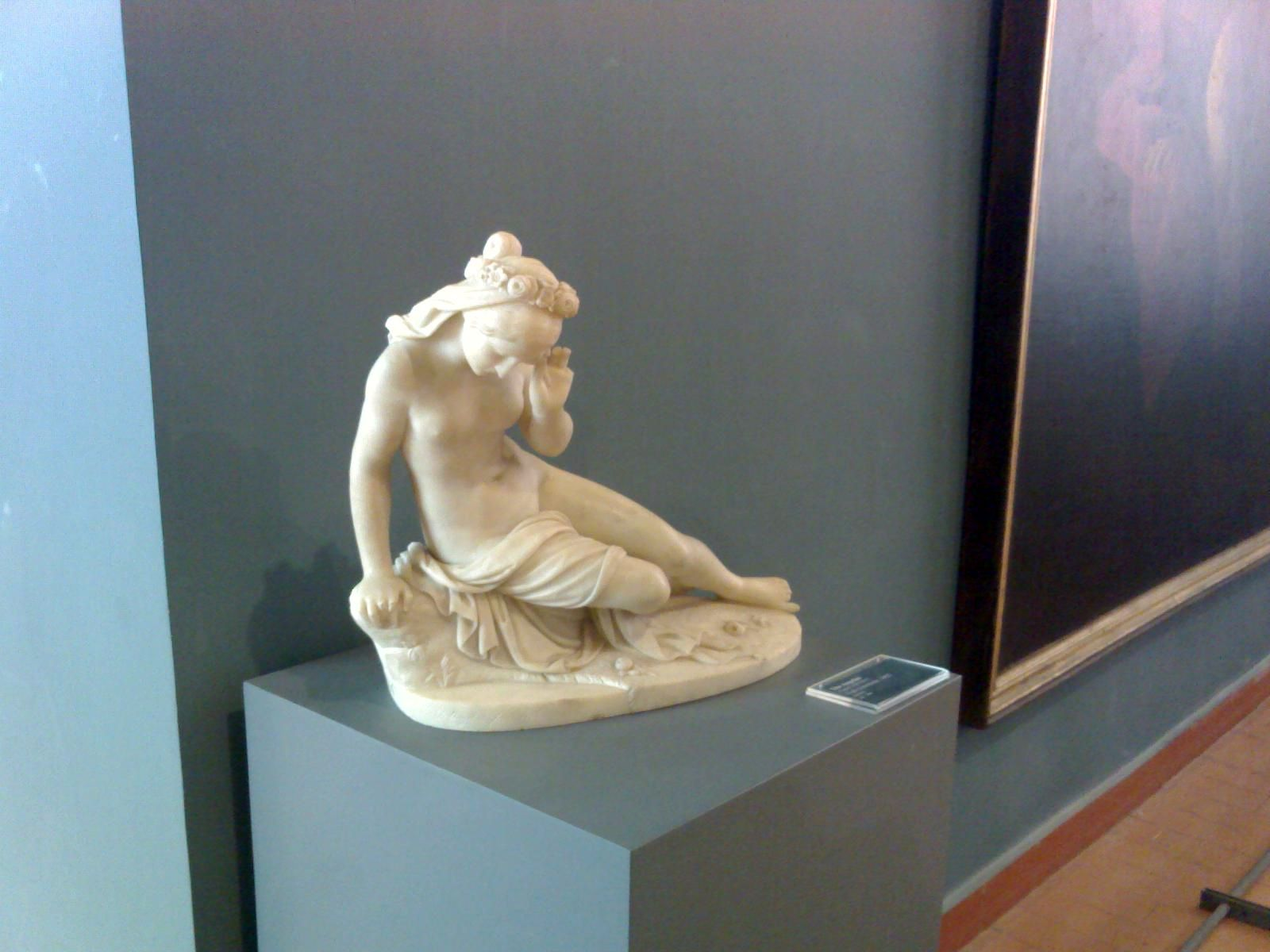
Donna nuda (1862, scultura in marmo) - Galleria dell'Accademia di Napoli

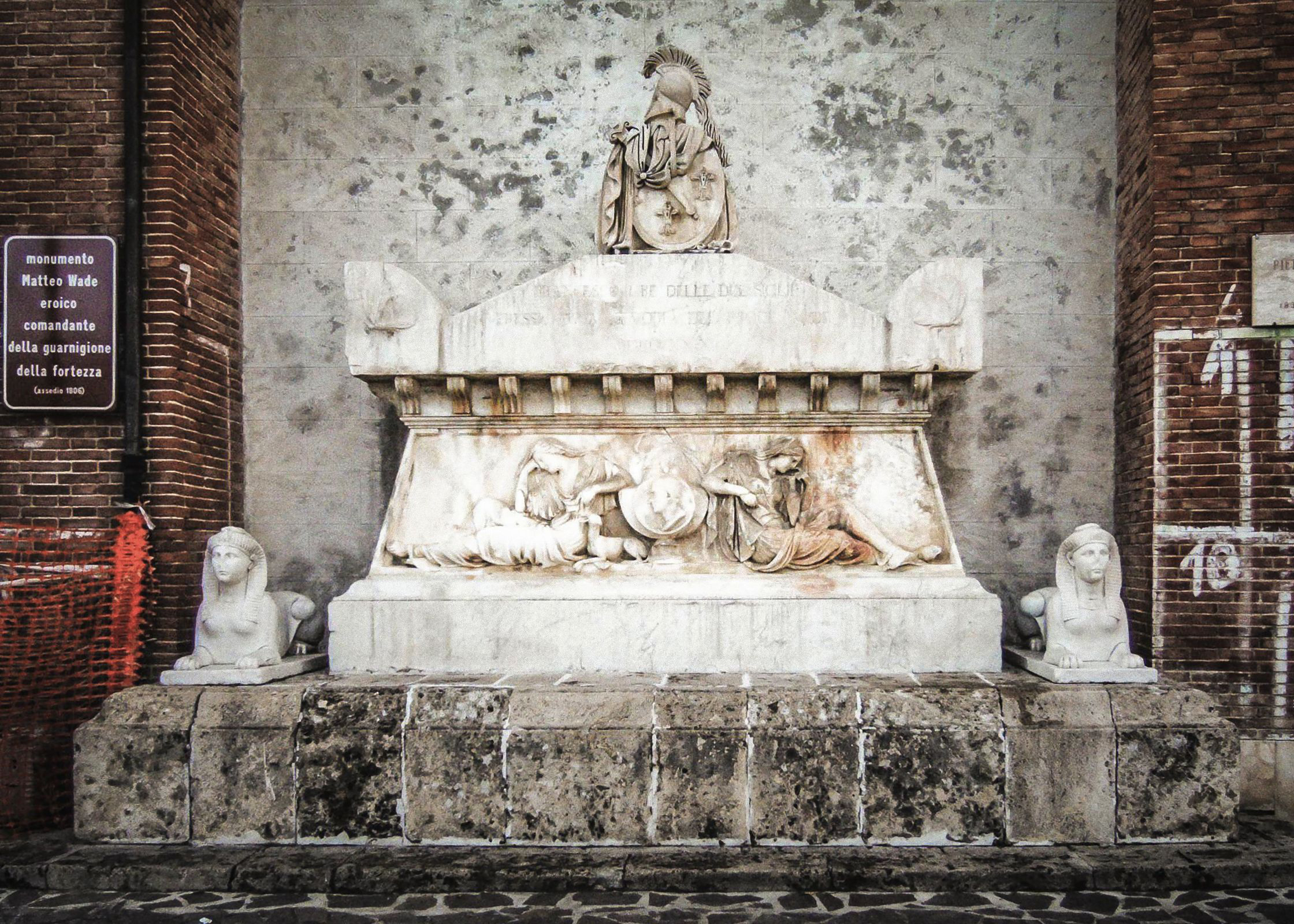
Monumento funebre a Matteo Wade ad opera di Tito Angelini.

Tito Angelini (Napoli, 10 marzo 1806 – Napoli, 9 febbraio 1878) è stato uno scultore italiano, prevalentemente attivo nella sua città natale.

## Biografia

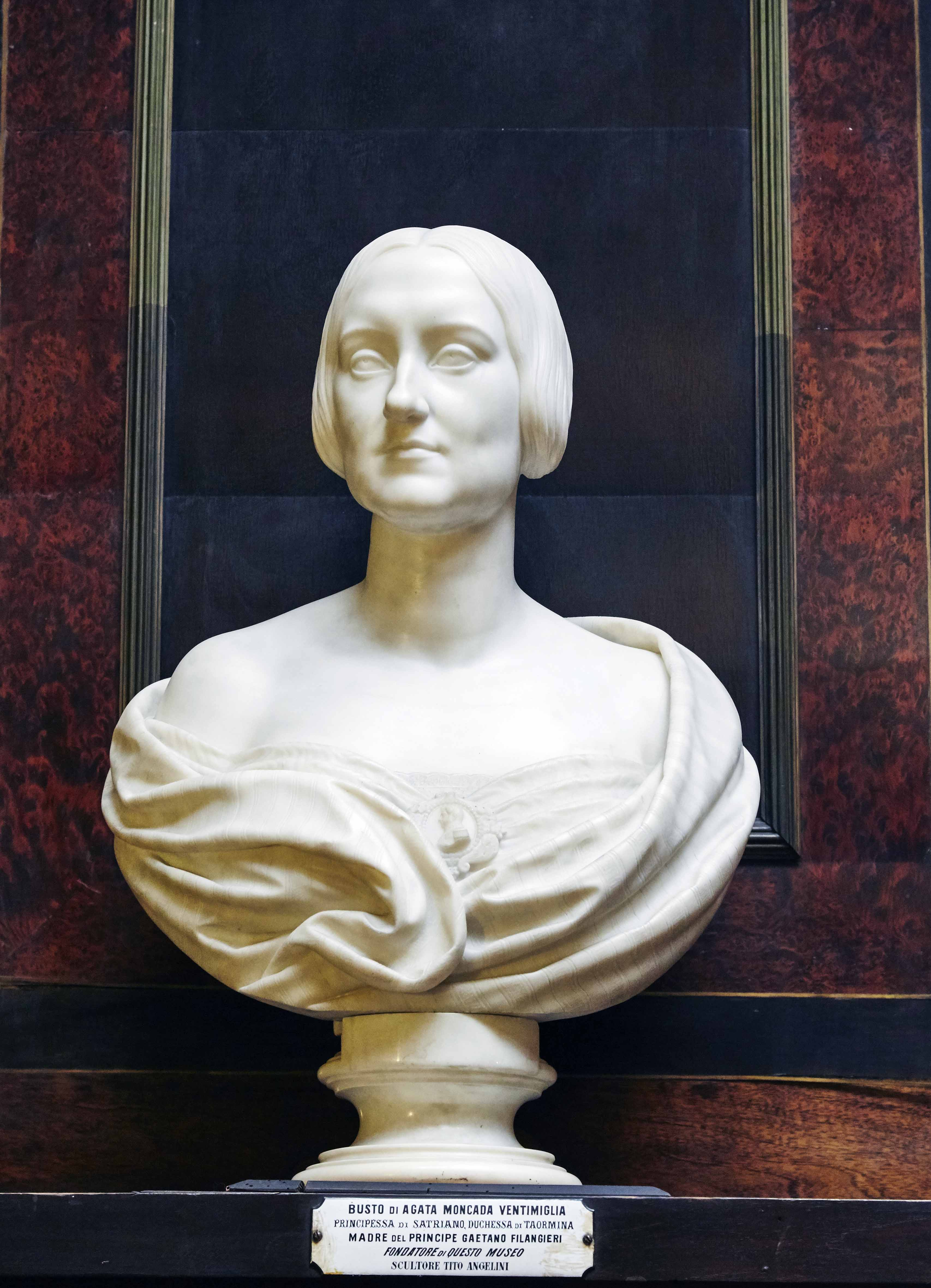
Agata Moncada di Paternò Principessa di Satriano Duchessa di Taormina, Museo Civico Gaetano Filangieri.

Figlio di Costanzo Angelini, completò i suoi studi a Roma, dopo essersi iscritto all'accademia di Belle Arti di Napoli, subendo gli influssi degli scultori in voga in quel tempo e di cui la cultura artistica era impregnata, come Antonio Canova e il danese Bertel Thorvaldsen.
Compì numerosi viaggi in tutta Italia, durante i quali stabilì rapporti con numerosi artisti (tra gli altri Pietro Tenerani, Luigi Pampaloni, e Lorenzo Bartolini), sebbene la sua attività di scultore lo vide protagonista soprattutto a Napoli dove insegnò scultura e fu direttore della Scuola di disegno.
Il successo che conseguì in queste attività didattiche gli fece ricevere numerose commissioni ufficiali di opere come La Clemenza e L'Immacolata per lo scalone e la cappella del Palazzo Reale di Napoli.
Tra le sue opere più rilevanti vanno ricordate il Sepolcro di Lucia Migliaccio ed il Sepolcro di Michele Arditi nella Chiesa di San Ferdinando, i monumenti a Dante Alighieri (nell'omonima piazza) Saverio Mercadante (situato nell'omonima piazza lungo il corso Vittorio Emanuele) e Paolo Emilio Imbriani (in piazza Mazzini), la statua di Sant'Ambrogio per la Chiesa di San Francesco a Gaeta e il monumento funebre del condottiero Matteo Wade. Inoltre sono presenti due busti, commissionati dal Principe Gaetano Filangieri, di suo padre Carlo Filangieri Duca di Taormina e di sua madre Agata Moncada dei principi Paternò presso Il Museo civico Gaetano Filangieri di Napoli. 
Altre sue opere si trovano alla Reggia di Caserta, dove realizza: una serie di sei bassorilievi nella Sala di Alessandro, Filippo il Macedone affida Alessandro giovinetto ad Aristotele, Alessandro a Delfo costringe la Pizia a predirgli il futuro e Alessandro consegna il suo testamento prima di morire; una delle due fame alate con trofei in rilievo nella Sala del Trono.
Lo scultore Francesco Jerace innalzò a Tito Angelini uno snello ed elegantissimo monumento funebre che sta nel recinto degli uomini illustri del cimitero monumentale di Napoli, proprio accanto a quello dedicato di recente allo scultore Augusto Perez, simbolica consegna della migliore scultura memoriale civile tra Ottocento e Novecento a Napoli.